# Trdnjava Lepoglava
Trdnjava Lepoglava (hrvaško Utvrda Lepoglava) je nekoč stala na hribu Gorica v dolini Bednje, nad današjim naseljem Lepoglava blizu kapele Sv. Ivana na Gorici. Od nje so ostali komaj vidni ostanki ruševin. 

## Zgodovina
Grad  ali utrdba je prvič omenjena  v darilni listini iz januarja leta 1399 ko ga je ogrski kralj Sigismund Luksemburški skupaj z Zagorsko županijo podelil celjskemu grofu Hermanu II.. Celjski grofje in državni knezi ter večkrat hrvaški bani so grad/trdnjavo imeli v posesti do 1456.  V podnožju hriba so Celjski dali zgraditi pavlinski samostan, ki pa v celoti še ni bil dokončan do 1479 ko so trdnjavo zavzeli, oropali in razrušili Turki, vključno s samostanom.  Po smrti Ulrika II. Celjskega je bil grad eno leto v posesti njegove vdove  Katarine Branković. Leta 1457 je bil grad v lasti vojskovodje Celjskih, ki je postal hrvaški ban, Jana Vitovca in njegovih sinov Jana, Janeza in Viljema. Trdnjave/gradu po upostošenju Turkov niso več obnovili. Ogrski kralj Matija Korvin je leta 1492 dal pavlinski samostan obnoviti, in pri tem so verjetno uporabili material iz porušene trdnjave.